# 1670 Broadway
1670 Broadway – wieżowiec w Denver, w stanie Kolorado, w Stanach Zjednoczonych, o wysokości 137 m.
Jego budowę rozpoczęto w 1977 roku, a zakończono w 1980 roku. Budynek posiada 36 kondygnacji. Mieszczą się w nim biura.